# Amy Karle
Amy Karle (Nueva York, 1980) es una artista, bioartista y futurista estadounidense cuyo trabajo se centra en la relación entre la tecnología y la humanidad, específicamente en cómo la tecnología y la biotecnología impactan la salud, la humanidad, la sociedad, la evolución y el futuro. Karle combina ciencia y tecnología con arte y es conocida por utilizar tejido vivo en su trabajo.
Karle se ha desempeñado como Artista Diplomática a través de la Oficina de Asuntos Educativos y Culturales del Departamento de Estado de los Estados Unidos, donde dirigió talleres centrados en el empoderamiento de las mujeres en los campos STEAM. En 2019, fue nombrada una de las 100 mujeres de la BBC.

## Vida personal
Karle nació en Nueva York en 1980 y creció en Endicott, NY. Su madre era bioquímica y su padre era farmacéutico y Karle ha dicho que "creció en el laboratorio y en la farmacia". Karle es alumna de la Escuela de Arte y Diseño de la Universidad Alfred y la Universidad de Cornell, donde se licenció en Arte, Diseño y Filosofía.
Karle nació con una rara enfermedad, aplasia cutis congénita, a la que le faltaba una gran región de piel en el cuero cabelludo y también le faltaba hueso en el cráneo. Se sometió a una serie de procedimientos quirúrgicos experimentales cuando era niña. La piel fue reparada mediante una cirugía de expansión de tejido que se consideró peligrosa y experimental en el momento en que se realizó. Esta experiencia impactó su trabajo y deseo de sanar y mejorar el cuerpo humano y la condición humana. Esta primera experiencia también inspiró su interés por los vínculos entre la biología, el futuro médico y el arte.

## Obra

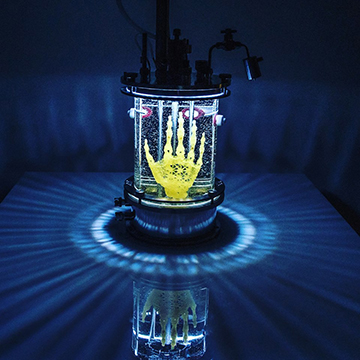
"Relicario Regenerativo" de Amy Karle (2016) es una escultura de bioarte de un andamio de diseño manual para cultivo celular en hueso.

Karle investiga y explora el impacto de la tecnología en la mejora corporal a través de su obra de arte.
Karle expuesto su obra en Ars Electronica, Centro Pompidou, FILE Festival Internacional de Lenguaje Electrónico, Museo de Arte Mori, Museo de Arte Contemporáneo de Taipei, Nova Rio Biennial, Institución Smithsonian y Triennale di Milano.
Su escultura, Regenerative Reliquary (Relicario Regenerativo) (2016) presenta un andamio de hidrogel bioimpreso impreso en 3D con forma de huesos de una mano humana colocado dentro de un recipiente de vidrio. Se colocaron células madre mesenquimales humanas de un donante vivo en el andamio que con el tiempo se convirtió en hueso. Ha sido exhibido internacionalmente.

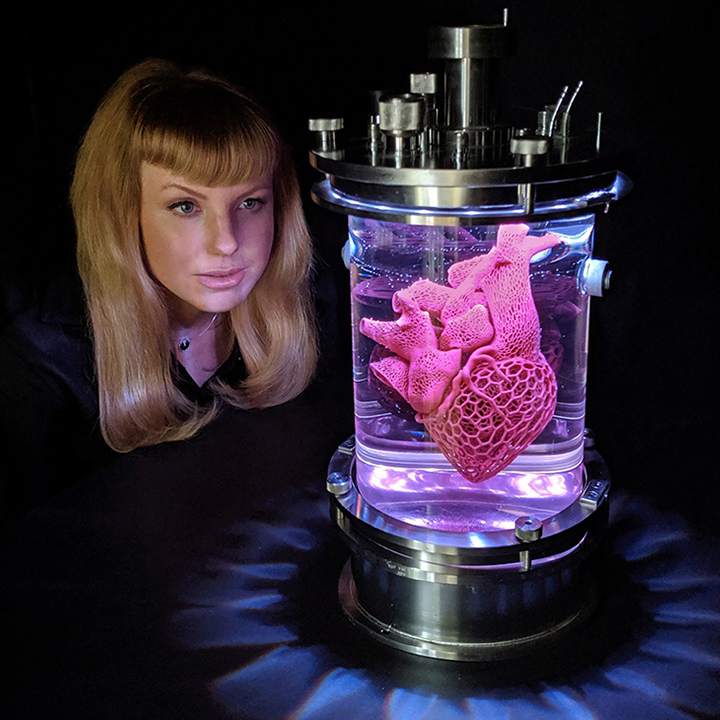
Amy Karle con su obra de arte de 2019 ¿El Corazón de la Evolución?

The Heart of Evolution? (¿El Corazón de la Evolución?) (2019) es una escultura biomecánica que toma la forma de un diseño de corazón humano "latiendo", impreso en 3D en materiales biocompatibles. El trabajo propone un sistema vascular rediseñado con el potencial de reducir las consecuencias en caso de bloqueo y mejorar la función cardíaca. "¿El Corazón de la Evolución?"destaca el potencial para diseñar y fabricar órganos de reemplazo, al tiempo que cuestiona las implicaciones sobre cómo tales cambios afectarían a la humanidad, la sociedad y la evolución humana. Debutó en Japón (en el Museo de Arte Mori, Tokio), donde históricamente hubo una gran controversia en torno al trasplante de órganos, específicamente los trasplantes cardíacos.

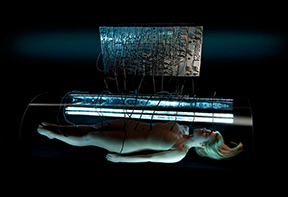
Arte de biorretroalimentación de Amy Karle, 2011 (arte de performance duracional)

Karle ha creado una serie de obras de arte y performances utilizando biofeedback y neurofeedback, que incluyen: Una obra de 2011, Biofeedback Art (Arte de Biorretroalimentación), fue una performance de duración en la que el cuerpo de Karle estaba conectado a un procesador de imágenes Sandin que detectaba los cambios que ocurren mientras ella meditaba. períodos de 5 a 8 horas. Durante el proceso se creó videoarte en forma de proyecciones. En 2015, Brainsongs implicó conectar su actividad cerebral a través de un neuroauricular EEG a instrumentos musicales en una interfaz digital para generar música. Ese mismo año, Resonation involucró un neuroauricular EEG conectado a una placa de Chladni para generar bioseñales en imágenes y sonidos. Su actuación en Performance Salt Mine de 2018 se llevó a cabo en las minas de sal de Bochnia y Wieliczka utilizando un EEG neuroauricular para traducir sus ondas cerebrales en música digital y visualizaciones proyectadas, que luego se usaron en una película de planetario que hizo ella.
Internal Collection (Colección Interna) (2016-17) es una serie de prendas basadas en la anatomía humana. La fabricación consiste en escaneo corporal en 3D, diseño asistido por computadora, corte por láser y técnicas de costura a mano para crear representaciones de los sistemas internos del cuerpo.
Cyborg Fashion (Moda Cyborg) (2022-2023) es una colección de moda y arte digital donde Karle imagina "la biomoda en un mundo postnatural en el que los cuerpos y los seres son alterados por la biotecnología".
The Body and Technology: A Conversational Metamorphosis (El Cuerpo y la Tecnología: Una Metamorfosis Conversacional) (2017) es una colección de obras de arte en 2D de Amy Karle realizadas a mano y con redes neuronales artificiales, aprendizaje automático e inteligencia artificial. En este trabajo, Karle combinó la inteligencia artificial en la atención médica con el diseño generativo para idear un sistema que aprovechara la IA en el diagnóstico de enfermedades, con CAD generativo para diseñar piezas de repuesto y bioimpresión 3D para crear implantes.
Morphologies of Resurrection (Morfologías de la Resurrección) (2020) es una serie de 6 esculturas creadas como parte de una residencia del Smithsonian. El proceso de Karle examinó las posibilidades de las tecnologías reconstructivas y la evolución futura a través de avances biotecnológicos. Las obras de arte son formas evolutivas novedosas basadas en especies extintas para explorar “evoluciones hipotéticas a través de la regeneración tecnológica”, impresas en 3D en material biocompatible. Fueron exhibidos en la Institución Smithsonian.

### Arte digital
La mayoría de las obras de Karle incluyen tecnologías y procesos digitales. Karle también ha trabajado en informática descentralizada y blockchain para biología y genética y fue uno de los primeros en adaptar la tecnología NFT. Karle afirmó: "Veo la descentralización como un vehículo para trascender las limitaciones físicas de lo que el arte -y nuestras vidas- pueden ser". The Skull Collection (2021-22) es una serie de obras de arte NFT de Karle que “son contemplaciones de cómo podemos trascender lo físico a lo digital después de que nosotros  moramos”.

### Inteligencia artificial (IA)
Karle fue uno de los primeros bioeticistas y oradores públicos en la intersección de la IA y la biología, y a la vanguardia de los artistas que aprovechan la IA, siendo el primer bioartista en utilizar la IA.  Ha integrado la IA, las redes neuronales artificiales, el aprendizaje automático y el diseño e ingeniería generativos 3D en su práctica con fines creativos y para explorar sus implicaciones en la atención médica y el futuro. Sus obras de arte híbridas de IA y bio-IA han estado en exposiciones de museos que incluyen: Artificial Intelligence: AI / The Other I Ars Electronica Linz, Austria, La Fabrique Du Vivant Centre Pompidou, París, Francia, and Future and the Arts: How Humanity Will Live Tomorrow Mori Art Museum, Tokio, Japón.

## Reconocimientos

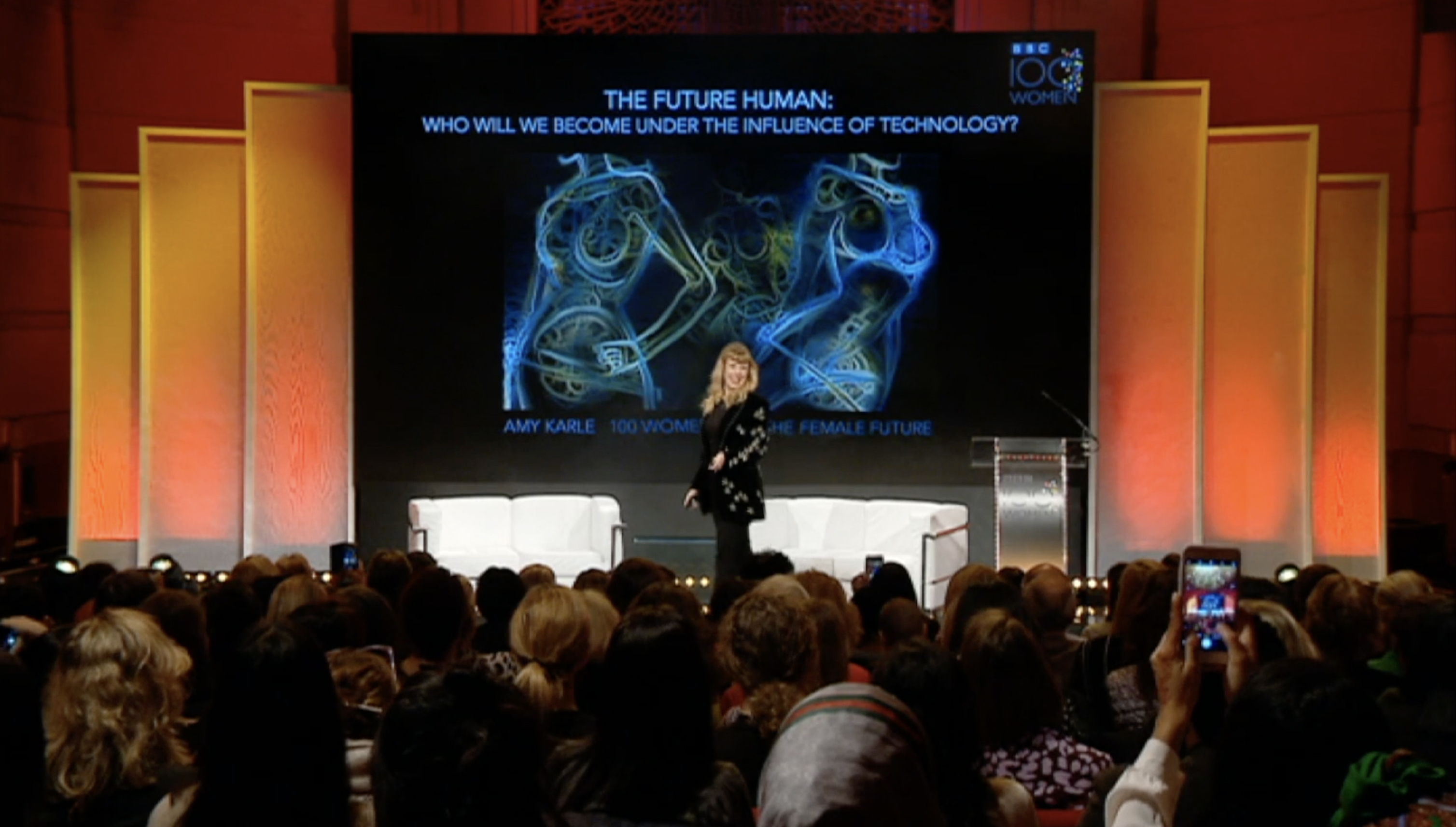
Amy Karle hablando en el teatro BBC world de Londres

- Gran Premio Premios Creativos Globales YouFab (2017)[66]
- Las Mujeres Más Influyentes en la Impresión 3D (2017)[67]
- Una de las 10 mujeres más inspiradoras del mundo[68]